# Katarzyna Hall
Katarzyna Hall nació el 15 de marzo de 1957 en Gdańsk (Polonia), fue ministra de educación y actualmente es catedrática de la Universidad de Gdańsk.

## Biografía

### Formación y primeros años
Se graduó como Matemática de la Universidad de Gdańsk y realizó sus primeros trabajos como profesora en una escuela secundaria en 1980, cuatro años después fue anexada como investigadora  al instituto de matemáticas de su antigua universidad. En 1989, participó en la creación de la primera escuela privada en Gdansk. 

### Especialista en educación
Fue una de las creadoras de la fundación por la educación de Gdańsk que 1995 contribuyó a la constitución de establecimientos de educación privada en Indonesia. En 1999, se unió al consejo asesor para la reforma educativa de Polonia, cargo en el que permaneció por dos años. También fue directora del equipo que elaboró el plan de estudios comunes para las escuelas privadas polacas.

### Vida política
En 2006 fue elegida como alcaldesa adjunta responsable de la política social de Gdansk y posteriormente fue nombrada Ministra de Educación Nacional de Polonia en el gobierno de Donald Tusk. 